# 啞默
啞默（1942年—），原名伍立憲，貴州普定人。中國詩人、國學家。他是朦朧詩派的先鋒代表人物，是中國現代隱態文學的典范；對儒學等國學也有深入的研究。
早在1956年，啞默就開始從事文學創作，但是由於之後的反右運動和文化大革命，一直未能順利出版其作品。1963年，啞默於貴陽市第五中學高中畢業，次年到贵阳市郊野鸭塘农村小学做教師。此後幾十年間，漠然大多數時候都是農村潛心寫作和研究。
多年來，他一直記錄著1965年至今中國邊緣地區和領域的歷史，20多年來民間刊物的興衰史和相關原始資料；同時也發掘著貴州本地的隱態文學。
1970年代末就開始，啞默參與當時的詩歌啟蒙運動，成為朦朧派的先鋒，出版了《草野》（1978年12月）、《哑默诗选》（1979年1月）、《野百合》（1979年10月）、《心，在跳动》（1980年5月）、《飘散的土地》（1986年10月）等詩歌集，大多數都是以油印本的形式出版的。啞默的這個筆名就是當時1978年定下來的，之前他還用過春寒、矛戈、惠尔等筆名。
他還創辦了多個民間地下刊物，包括《崛起的一代》、《现代诗》、《中国诗歌天体星团》、《零點》等。其中他還因為《中国诗歌天体星团》的創辦而被政府拘捕和秘密審訊。
1990年代自費出版了散文詩集《乡野的礼物》（1990年12月，贵州民族出版社）、文著自选本《墙里化石》（1999年12月，中国致公出版社）。而《墙里化石》出版不久後即被列為「禁書」。
他對儒家的優良文化高度認同，但是他同時也著重於對道、釋以及民間風俗、西方文化的研究。
啞默現任中国散文诗协会会员、贵州省作协会员、贵州省散文诗研究中心顾问、贵州省人体科研协会会员。